# Загін спецпризначення «Вега Захід»
Окремий загін спеціального призначення «Вега Захід» — загін спеціального призначення Національної гвардії України Західного територіального управління. В 2016 створений на базі раніше розформованого спецпідрозділу внутрішніх військ МВС України «Вега».
Спеціалізація підрозділу — запобігання диверсіям і боротьба з диверсійно-розвідувальними силами противника. Працюють контрснайперським способом та беруть участь у спецопераціях, спрямованих на стабілізацію ситуації на прифронтових територіях на сході України.

## Історія
Спецпідрозділ «Вега» входив до складу частини спеціального призначення № 3027 «Барс» (смт Нові Петрівці Київської області).
В 2013 році спецпідрозділ «Вега» об'єднали з загоном спецпризначення з «Омега» у «Окремий загін спеціального призначення по боротьбі з тероризмом».
В 2015 спецпідрозділ реформують в окремий загін спеціального призначення «Вега Захід» НГУ та перебазовують до Івано-Франківська.
Впродовж 2016 року бійці спецпідрозділу виконують завдання в зоні бойових дій на сході України, беруть участь в АТО на Донбасі та виконують інші завдання по боротьбі з тероризмом та диверсійною діяльністю РФ. 8 серпня 2016 року після двох місяців до Івано-Франківська із зони АТО повернулися бійці спецпідрозділу «Вега Захід».
26 серпня 2016 року з нагоди відзначення 25-ї річниці незалежності України, за особисту мужність і героїзм виявлені при захисті державного суверенітету та територіальної цілісності України, вірність бойовій присязі бійців – учасників АТО окремого загону спеціального призначення нагородили почесними грамотами голови обласної державної адміністрації. Від імені голови ОДА Олега Гончарука нагороди спецпризначенцям вручив заступник голови – керівник апарату облдержадміністрації Валерій Крецул.
Варто додати, що бійці окремого загону з перших днів проведення Антитерористичної операції беруть участь у активній фазі бойових дій та визволенні міст і стратегічно важливих об’єктів від окупантів. Завдяки їхньому професіоналізму свого часу вдалося звільнити міста Слов’янськ, Краматорськ, Вуглегірськ, Дебальцево. А відмінна фізична підготовка дала змогу зберегти їхні життя.
Принагідно зазначимо, що одинадцять бійців загону нагороджено орденами «За мужність», близько сорока – високими державними нагородами.
21 вересня 2016 року загін спеціального призначення Західного територіального управління Національної гвардії України продовжує вдосконалювати професійні навички. Відбувся польовий вихід, де спецпризначенці практично відпрацьовували тактичні дії в складі бойових груп щодо виявлення та знищення незаконних збройних формувань  в гірсько-лісистій місцевості. Протягом чотирьох діб нацгвардійці вели розвідку, відпрацьовували питання орієнтування в гірський  місцевості та виконували практичні вправи бойових стрільб з різних видів зброї і вдень, і вночі, а також метали бойові гранати.
На навчаннях також тренувалися і чотирилапі помічники. «На стрільби та бойове гранатометання ми залучили службових собак з метою закріплення та вдосконалення набутої стійкості до світло шумових подразників зокрема пострілів та вибухів якими супроводжуються бойові дії», — розповів кінолог підрозділу.
З 2018 року після затвердження Положення про загони спеціального призначення Національної гвардії України загін реорганізовано в окремий загін спеціального призначення "Омега Захід".

## Втрати
- Лабань Роман Олегович, лейтенант, командир взводу, загинув 17 лютого 2015 року.
- Бойко Олександр Олександрович, полковник, заступник командира загону, загинув 3 червня 2017 року.